# Yūzū Nembutsu-shū
Die Yūzū Nembutsu-shū (jap. 融通念仏宗) ist eine Schule des Amitabha-Buddhismus in Japan.

## Geschichte

### Gründung durch Ryōnin
Die Gründung der Yūzū Nembutsu-shū fällt in die Spätphase der Heian-Zeit. Zentrale Gestalt war zu dieser Zeit der Tendai-Mönch Ryōnin (1072–1132; postum seit 1773 durch den Go-Momozono-tennō bekannt unter dem Titel Shōō Daishi, 聖応大師), der seit 1045 als Einsiedler nördlich der damaligen Hauptstadt Japans Kyōto lebte. Am 15. Tag des fünften Monats im Jahr 1117 soll ihm während einer Nembutsu-Meditation Amida (Amitabha) erschienen sein und ihm das Prinzip des Yūzū Nembutsu dargelegt haben.
Bei einer späteren Meditation am Kurama-ji in Ōhara sei ihm dann Bishamonten erschienen, die ihn dazu aufforderte, die Lehre des Yūzū Nembutsu zur Aufhebung des Leidens aller fühlenden Wesen in die Welt zu bringen. So machte sich Ryōnin am 9. Tag des sechsten Monats im Jahr 1124 auf in die Hauptstadt, wo der Toba-tennō sich in das Heft eintrug, in dem sich die Anhänger Ryōnins namentlich verzeichneten und zur täglichen Rezitation des Yūzū Nembutsu verpflichteten. Durch weitere persönliche Unterstützung des Tennō wuchs die Anhängerschaft der neuen Schule rasch auf mehrere hundert an.
Bis zu seinem Tod am Raigō-in verbrachte Ryōnin die folgenden Jahre mit missionarischen Reisen durch Japan. Zur Propagierung des neuen Kultes berief er sich dabei oft auf die Namen von acht Millionen Göttern, die Bishamonten ihm im vierten Monat des Jahres 1125 in Form einer Schriftrolle gegeben haben soll. Diese Götter hätten sich dazu verpflichtet, täglich das Yūzū Nembutsu zu rezitieren.

### Restauration durch Hōmyō
Nach Ryōnins Tod übernahm sein Schüler Gongen (権現) die Führung der Schule als Vorsteher und machte den ehemaligen Shingon-Tempel Shūraku-ji (修楽寺) in Osaka unter dem neuen Namen Dainembutsu-ji (大念仏寺) zum Haupttempel der Schule (diese Funktion erfüllt er auch heute noch, mit gegenwärtig ca. 350 Zweigtempeln).
Die Vergabe der Position des Vorstehers der Schule von Meister zu Schüler verlief bruchlos bis zum sechsten Vorsteher, Ryōchin (良鎮), der mit 35 Jahren im Jahr 1182 gestorben war, ohne einen Nachfolger bestimmt zu haben. Das Heft mit den Namen der Anhänger hatte er kurz zuvor dem Shintō-Schrein Iwashimizu Hachiman-gū vermacht. Dort sollte die Gottheit Hachiman einen Nachfolger auswählen.
Die allgemein anerkannte Auswahl erfolgte erst knapp 140 Jahre später und fiel auf Hōmyō (法明; 1279–1349), der am 15. Tag des elften Monats im Jahr 1321 am Iwashimizu Hachiman-gū einen entsprechenden Traum gehabt haben soll, von dem er dem dortigen Priester berichtete, der ihm daraufhin das Heft aushändigte.
Unter Hōmyō erstarkte die Yūzū Nembutsu-shū nach langer Zeit wieder und erfuhr in der Epoche des Namboku-chō Unterstützung durch den Go-Daigo-tennō vom Südhof, der sich mit einhundert Dienern in das Mitglieds-Heft eintrug. Auch nachdem Go-Daigo durch Ashikaga Takauji ins Exil nach Yoshino vertrieben wurde, hielt ihm die Yūzū Nembutsu-shū dort die Treue.
Während der Vorsteherschaft Hōmyōs, der vor seiner Zeit als Yūzū Nembutsu-Anhänger ein Leben als Mönch auf dem Kōya-san geführt hatte, erfuhr die Yūzū Nembutsu-shū eine enge praktische Anbindung an die Shingon-shū, die das Yūzū Nembutsu in ihre eigenen Riten aufnahm.

### Restauration durch Daitsū
Nach Hōmyōs Tod verflüchtigte sich der neuerliche Einfluss der Yūzū Nembutsu-shū schnell wieder, wozu sowohl interne Streitigkeiten um die Nachfolge als auch der Aufstieg anderer Schulen des Amitabha-Buddhismus in Japan in der späten Muromachi-Zeit beitrugen.
Einen letzten großen Aufschwung erfuhr die Schule erst wieder in der Edo-Zeit unter dem 46. Nachfolger Vorsteher, Daitsū (大通; 1649–1716; auch bekannt als Yūkan (融観) oder Ninkō). Dieser hatte sich bis zu seinem Amtsantritt mit einer Petition beim Shōgun Tokugawa Tsunayoshi um eine offizielle Anerkennung der Yūzū Nembutsu-shū durch den Staat bemüht und Jahre mit Missionstätigkeit in Japan verbracht.
Zu seinen hauptsächlichen Leistungen zählen die Ordination von über fünfhundert Mönchen und Nonnen, der Bau von über dreißig Tempeln (darunter der Enman-ji im Jahr 1702) und die Verfassung zweier größerer Abhandlungen: das Yūzū Enmonshō (1703), in dem die Traditionslinie von Amida schriftlich als Doktrin der Schule festgehalten wurde, und das Yūzū Nembutsu Shingenshō (1705), in dem die Glaubensinhalte der Schule dargelegt wurden.

## Schriften
Die Yūzū Nembutsu-shū besitzt nur wenige Schriften, die für die eigene Lehre als relevant erachtet werden. Dazu gehören allen voran die Verkündigungen Amidas an Ryōnin, sowie dessen Kommentar dazu, das Ryōgemon (領解文). Als hilfreich zum Verständnis der Lehre gelten auch Kegon-kyō und Hokke-kyō, sowie in minderem Maße die drei Sutras des Reinen Landes (das Kürzere Amitabha-Sutra, das Längere Amitabha-Sutra und das Meditations-Sutra).

## Lehre
Zusätzlich zur singenden Rezitation des Nembutsu, das allen Schulen des Amidismus in Japan zu eigen ist, bezieht sich die Yūzū Nembutsu-shū auf das aus Kegon-kyō und Hokke-kyō stammende Konzept der wechselseitigen Abhängigkeit und Austauschbarkeit aller Existenzformen, das Yūzū (融通), seinerseits eine praktische Umsetzung des Kegon-Prinzips der wechselseitigen Verbindung jedes Phänomens mit allen anderen Phänomenen (事々無礙, jiji muge).
In seiner Erscheinung vor Ryōnin soll Amida dies wie folgt dargelegt haben:
„Ein Mensch ist gleich allen Menschen

Alle Menschen sind gleich einem Menschen

Eine Übung ist gleich allen Übungen

Alle Übungen sind gleich einer Übung

Dies ist die Erlangung (往生, ōjō) der Kraft des Anderen (他力, tariki)
Die zehn Welten (十界, jikkai) sind in einem einzigen Gedanken

Und falls das yūzū nembutsu unzählige Male rezitiert wird

Werden alle Tugenden vollkommen sein“
Im Weltbild der Yūzū Nembutsu-shū ist somit der einzelne Gläubige untrennbar mit dem Schicksal aller anderen fühlenden Lebewesen in den zehn Welten (d. h. die Sechs Daseinsbereiche plus die Daseinsbereiche der Śrāvakas, der Pratyeka-Buddhas, der Bodhisattvas und Buddhas; ein aus dem Tendai-Buddhismus entliehenes Konzept) verbunden. Durch die Hingabe an das Yūzū Nembutsu soll der einzelne Gläubige die falsche Vorstellung seines Egos aufgeben und durch die Kraft des Anderen (ein Terminus Technicus in allen Schulen des Amitabha-Buddhismus), d. h. hier des Yūzū, den Eintritt in das Reine Land Amidas erlangen. Dieser Effekt bezieht sich aber gleichsam auch, wenn auch in schwächerem Maße, auf den Rest aller Lebewesen. Verstärkt werden soll er durch die Praktizierung des Rezitierens in der Gruppe, dem Sangha. Die einzelnen Mitglieder formieren sich durch die Verzeichnung ihres Namens in das Mitgliederheft, wodurch sie sich zu einer bestimmten Anzahl von täglichen Rezitationen (etwa 100 oder 1.000) verpflichten.

## Einzelbelege
1. ↑  Übersetzt und zitiert nach Matsunaga 1976, S. 15.